# グエン・ヴァン・フン

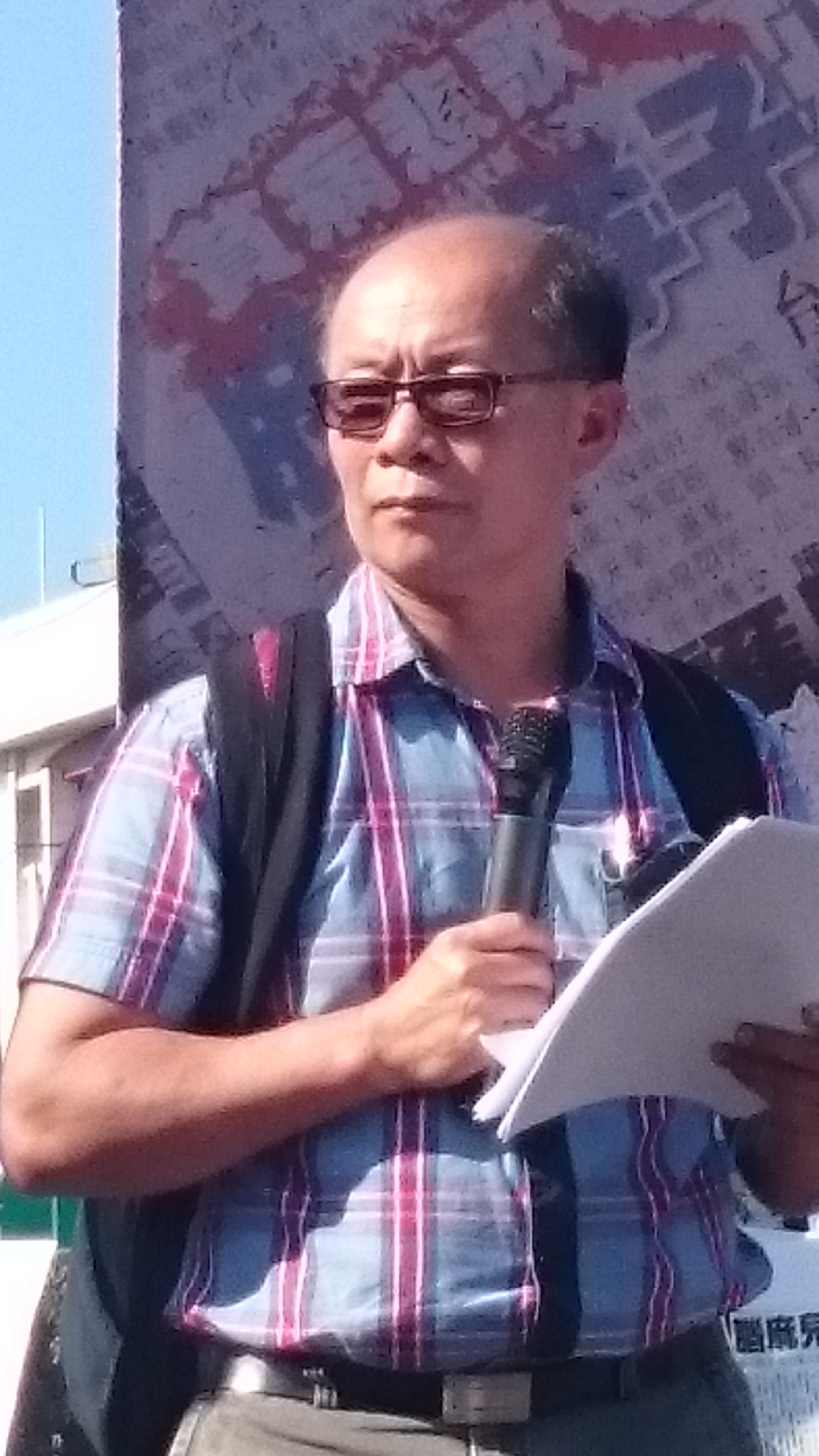
凱達格蘭大道のグエン・ヴァン・フン

グエン・ヴァン・フン（ベトナム語：Nguyễn Văn Hùng、漢字：阮文雄、英語：Peter Nguyen Van Hung、1958年11月21日 - ）は、ベトナム系オーストラリア人の人権活動家。カトリック教会の司祭でもある。
現在は中華民国の台湾在住。アメリカ合衆国国務省から「現在の奴隷制度を終わらせようと活動している英雄」（hero acting to end modern day slavery）の一人とみなされている。

## 経歴
グエンはベトナム共和国のビントゥイ省 (Bình Tuy province) （現・ラムドン省）の下位中産階級の家庭に生まれ育ち、兄弟2人、姉妹5人を持つ。グエンの父親は漁師であったが、病気の末に死去。そのためベトナムのゲアン省出身でカトリック信者の母親が一家の稼ぎ手となった。グエンは母親の影響を受けてカトリックに傾倒し、幼い頃から貧しい人に対して献身的であった。彼はアッシジのフランチェスコを崇拝し、家の食事をこっそりと持ち出して貧しい人に分け与えたりしていた。
1979年にボートピープルとしてベトナムを離れた。36時間の漂流後にノルウェー籍の船に救助され、日本へと運ばれ、到着後は聖コロンバン会 (Missionary Society of St. Columban) に加盟した。グエンは日本で3年過ごし、さまざまな技術を身につけた。高速道路修理、鉄鋼業労働、道路補修作業などである。1988年に伝道のため初めて台湾を訪れ、その後オーストラリアのシドニーに渡って神学校で学んだ。1991年にはカトリックの叙階を受け、翌年、台湾に戻った。
グエンは2004年1月、台湾の桃園県（現・桃園市）に「越南外勞配偶辦公室」（Vietnamese Migrant Workers and Brides Office）を作り、在台ベトナム人を支援した。ベトナム系アメリカ人によるラジオ局「リトル・サイゴン・ラジオ」を始めとする支援者の助力もあり、幼稚園の2階を借りることができた。グエンは17フィート四方の部屋2つを居室に、他の2部屋をオフィスとして使った。そこで中国語の教育を行い、法律相談にも乗った。グエンは、台湾が外国人労働者の酷使と女性の婚姻の一部の行為に関して、アメリカ合衆国に人身売買としてカンボジアと同じ第2区分に置かれていることを恥じ、この改善に努めた。このため中華民国政府に目を付けられ、夜間外出ができないこともあった。それでもグエンは台湾の理解者から支援を受け、台湾で肉体労働階級や家事労働者がひどい待遇を受けている状況に警告を出し続けた。